# 生出光
生出 光（おいで ひかる、1990年 - ）は、元長野市議会議員。

## 経歴
1990年、北海道東神楽町に生まれる。
旭川西高等学校、中部楽器技術専門学校管楽器リペア科卒。
平和館診療所勤務。
2018年9月3日、長野市内で女性の体を触ったなどとして、強制わいせつと器物損壊の罪に問われた元長野市議、生出光被告に対して、荒木精一裁判官は懲役２年、保護観察付き執行猶予４年（求刑懲役２年）を言い渡した。
判決によると、生出被告は平成２９年夏ごろから女性の自転車のサドルに体液をかけるようになり、３０年１月ごろからは、歩いている女性に抱きつく行為を繰り返していたとしている。
2018年6月25日、日本共産党長野県委員会は除名処分を決定した。

## 選挙歴
| 当落 | 選挙               | 執行日        | 年齢 | 選挙区       | 政党       | 得票数 | 得票率 | 定数 | 得票順位 /候補者数 | 政党内比例順位 /政党当選者数 |
| ---- | ------------------ | ------------- | ---- | ------------ | ---------- | ------ | ------ | ---- | ------------------ | ---------------------------- |
| 当   | 長野市議会議員選挙 | 2015年9月13日 | 25   | 長野県長野市 | 日本共産党 | 2690票 | 0.87%  | 39   | 33/41              | /                            |

出典: